# The Golden Sufi Center
The Golden Sufi Center ist eine Institution der Naqschbandiyya-Mudschaddidiyya-Sufi-Linie, einer Nebenlinie der Naqschbandi-Tariqa. Der Zweck des Golden Sufi Center ist, die Lehren dieser Sufitradition der Öffentlichkeit verfügbar zu machen, begründet wurde es von Llewellyn Vaughan-Lee in Kalifornien (USA).
Das Golden Sufi Center arbeitet vorwiegend mit Meditationsgruppen. Stand 2005 war diese weltweit vertreten, man fand sie in den USA, Deutschland, der Schweiz, Großbritannien, Spanien und Neuseeland. In Nord-Kalifornien existierte außerdem ein Zentrum für Meditation und Retreats.